# 前田莞爾
前田 莞爾（まえだ かんじ、1845年〈弘化2年7月〉 - 1928年〈昭和3年〉9月15日）は、日本の政治家、衆議院議員（1期）。

## 経歴
備後国世羅郡川尻村(のち広島県世羅郡三川村→甲山町、現・世羅町)生まれ。漢学を学ぶ。川尻村庄屋、世羅郡吏、広島県属、広島県会議員、同参事会員となる。また、漢学塾自由舎を設立し、地方青年の教育に力を尽くした。
1890年の第1回衆議院議員総選挙において広島7区から自由党所属で立候補して落選。1892年2月の第2回衆議院議員総選挙は不出馬。同年9月、長井松太郎死去による補欠選挙で当選。衆議院議員を1期務め、1894年3月の第3回衆議院議員総選挙では自由党から立候補したが落選した。1928年に死去した。